# Op jou heb ik gewacht
Op jou heb ik gewacht is een nummer van de Nederlandse supergroep De Poema's en de Nederlandse rapper Snelle uit 2025.

## Achtergrondinformatie
Op jou heb ik gewacht is het themalied voor de 2025-editie van De Vrienden van Amstel LIVE!. Met dit nummer was het voor het eerst in bijna 22 jaar dat De Poema's weer nieuwe muziek uitbrachten, ook gaat de gelegenheidsformatie voor het eerst sinds 2008 weer samen optreden bij De Vrienden van Amstel LIVE!. Na de laatste Poema's-single Gewoon maar wat op weg uit 2003 gingen Acda & De Munnik en Van Dik Hout hun eigen weg. "Hoewel we als De Poema's niet vaak meer hebben opgetreden, is de vriendschap altijd blijven bestaan", zei Van Dik Hout-zanger en Poema's-lid Martin Buitenhuis over de samenwerking. Het is dan ook een vrolijk nummer dat gaat over het weerzien van een goede vriend. De opnames vonden in oktober 2024 plaats in de Abbey Road Studios in Londen.
De plaat beleefde de radiopremière op 2 januari 2025 op Radio 538. Meteen kwam het onder de aandacht van diverse radiostations; zo werd het 538 Favourite en NPO Radio 2 TopSong.

## Tracklijst
Muziekdownload
1. Op jou heb ik gewacht - 4:40